# Enrique Mapelli Raggio
Enrique Mapelli Raggio (Málaga, 18 de mayo de 1881- Málaga, 26 de marzo de 1945) fue un pintor y político español, alcalde de Málaga durante un mes y medio del año 1917. Entre 1931 a 1936 fue Presidente de la Diputación de Málaga, miembro de la escuela malagueña de pintura, su obra es de carácter costumbrista, con  escenas y personajes relacionados con Cártama.
Es padre del escritor especializado en temas de gastronomía andaluza Enrique Mapelli López.